# بونو (امحاميد الغزلان)
بونو هي إحدى مشيخات المملكة المغربية، تتبع جغرافيا لإقليم زاكورة وإداريًا لامحاميد الغزلان. يقدر عدد سكانها بـ 574 نسمة حسب الإحصاء الرسمي للسكان والسكنى لسنة 2004.